# Блондинка (роман)
«Блондинка» (англ. Blonde) — биографический роман американской писательницы Джойс Кэрол Оутс, впервые опубликованный в 2000 году. Рассказывает о жизни Мэрилин Монро. Оутс настаивает на том, что эту книгу не следует рассматривать как биографию. «Блондинка» была финалистом Пулитцеровской премии (2001) и Национальной книжной премии (2000). Rocky Mountain News и Entertainment Weekly назвали её одной из лучших книг Оутс. Сама писательница считает этот роман одной из двух книг (наряду с «Их жизнями» 1969 года), по которым её будут помнить.

## Экранизации
В 2001 году роман был экранизирован в формате мини-сериала от канала CBS. Сюжет в ходе работы претерпел существенные изменения: в частности, сценарист оставил в стороне идею о том, что Монро могла быть убита.
28 сентября 2022 года на стриминговом сервисе Netflix вышел снятый по мотивам романа полнометражный фильм режиссёра Эндрю Доминика с Аной де Армас в главной роли.